# Burg Eilsum
Die Burg Eilsum ist eine abgegangene hochmittelalterliche Häuptlingsburg in Eilsum in der Gemeinde Krummhörn im niedersächsischen Landkreis Aurich.

## Geschichte
Die Burg erscheint erst als spätmittelalterlicher Häuptlingssitz in der historischen Überlieferung, ist aber sehr wahrscheinlich deutlich älter. Der erste bekannte Häuptling, der auf der Burg in Eilsum gesessen hat, war 1370 Sibrand von Eilsum. Nach dessen Tod erhielt sein Neffe Edzard, der in Appingen bei Greetsiel saß, den Besitz. Dessen Sohn Imelo Edzardisna wird 1400 als Häuptling zu Eilsum genannt. Er gehörte zu den Häuptlingen, die damals den Hansestädten Bremen und Hamburg gelobten, die Seeräuber der Vitalienbrüder nicht mehr zu unterstützen. 1427 stand Sibrand II. in den Fehden zwischen den Ukena und den tom Brok auf der Seite Ockos II. tom Brok. Nach dessen Niederlage wechselte er auf die Seite der Cirksena in Greetsiel, deren damaliger Häuptling Enno Sibrands Onkel war. Wie aus dem Jahr 1450 bezeugt, haben die Cirksena Sibrand auch die Herrschaft über Uttum übertragen. Sein Sohn Synet übertrug das gesamte väterliche Erbe einschließlich Eilsum dem ostfriesischen Grafen Ulrich I. Cirksena.

## Beschreibung
Die Niederungsburg lag auf dem Nordrand der Eilsumer Wurt. Diese wurde für sie neben einem ohnehin schon vorhandenen Sporn noch durch eine Ausbuchtung erweitert, so dass eine abgesonderte Anlage entstand. Später ist hier Standort der Burgstelle bezeugt, Vor- und Hauptburg lagen auf dem Sporn und der Ausbuchtung. Da im 12. Jahrhundert der Sporn schon das Niveau der Wurtoberfläche erreichte und die Ausbuchtung sie sogar um einen Meter überragte, ist eine entsprechend frühe Zeitstellung der Burg anzunehmen. Vielleicht befand sich in der Einbuchtung dazwischen eine Schiffsanlegestelle. Die Wurt ist somit hier gezielt erweitert worden, die Burg diente möglicherweise zur Sicherung eines Hafens. Diese erste Burganlage ist wohl noch aus Holz errichtet und erst später in Backsteinbauweise ausgebaut worden.